# The Paragons
A The Paragons egy nagy hatású rocksteady együttes volt a jamaicai Kingstonban, az 1960-as években.

## Pályafutás
A The Paragons eredeti tagjai Garth „Tyrone” Evans, Bob Andy, Junior Menz és Leroy Stamp voltak. 1964-ben Stampot John Holt énekes váltotta fel, Menzet pedig Howard Barret.
Az együttes korai zenéjére nagy hatással volt az amerikai soul zene. 1964-ben felkeltették Duke Reid lemezproducer érdeklődését, akivel elkészítették első kislemezeiket, melyek a Treasure Isle kiadónál jelentek meg.
Leghíresebb számuk a The Tide Is High volt, amely a brit és az amerikai listák élére is felkerült 1980-ban Blondie feldolgozásában, majd 2002-ben az Atomic Kitten feldolgozásában is.

## Külső hivatkozások
- The Paragons  a  Last.fm-en